# Pivovar s vodním mlýnem (Kokory)
Pivovar s vodním mlýnem v Kokorách v okrese Přerov v Olomouckém kraji jsou částí bývalého hospodářského areálu z 18. století. Obě stavby jsou od roku 1963 chráněny jako kulturní památka České republiky.

## Historie
Pivovar vystavěli jezuité ve druhé polovině 18. století (udává se rok 1761) v době svého hospodářského podnikání na Hané.
V roce 1891 za vlastnictví barona Josefa von Eichhoffa byla přistavěna druhá část, tzv. Nová sladovna na západní straně areálu, za uličkou, kterou pravděpodobně vedla i původní cesta od Přerova na Olomouc. Pivo se v pivovaru vařilo až do roku 1901, údajně prý bylo černé. Pivovar měl právo odběru vody z vodního toku Kopřivnice (protéká západně od obce) s vlastním výtlakem. Byl nalezen i kus původního dřevěného (dlabaného nebo vypalovaného) vodovodního potrubí.
V roce 1916 areál koupil tehdejší majitel přerovského pivovaru Ladislav Šilhavý. V provozu fungoval areál již jen jako sladovna, využíval se kvalitní sladovnický ječmen z okolí.
V letech 1921 až 1940 byly opraveny všechny budovy včetně nových fasád. Od roku 1928 byl nadsladovním Vladimír Tomášik.
Za druhé světové války byly od roku 1940 v prostorách pivovaru sklady německé armády s velkoobchodem zemskými plodinami Huberta Pavla. Sklad byl zlikvidován v roce 1947.

## Popis areálu
Areál je tvořen původním Starým pivovarem, tzv. Novou sladovnou a vodním mlýnem.

### Starý pivovar
Starý pivovar: bývalá sladovna s hvozdem, levé hospodářské křídlo (s hostincem), pravé hospodářské křídlo, sklepení 1 (pod dnešní zahradou, parcelní č. 220/1), sklepení 2 (pod dvorem areálu).

### Nová sladovna
Nová sladovna: nová americká humna, nová sýpka, nový hvozd Ringhofferova systému. Se starým pivovarem je nová sladovna propojena technologickým tunelem a technologickým mostem

### Vodní mlýn
Vodní mlýn navazuje stavebně na pravé hospodářské křídlo starého pivovaru. Voda je přiváděna vodním náhonem z východní strany, odpadní kanál je veden zatrubněným úsekem dvorem starého pivovaru. Přívodní část náhonu má délku 1330 m, odpadní 348 m.